# Antrozous pallidus
Il pipistrello pallido (Antrozous pallidus Le Conte, 1856) è un pipistrello della famiglia dei Vespertilionidi, unica specie del genere Antrozous H. Allen, 1862, diffuso nel Nord America.

## Descrizione

### Dimensioni
Pipistrello di medie dimensioni, con la lunghezza della testa e del corpo tra 92 e 135 mm, la lunghezza dell'avambraccio tra 45 e 60 mm, la lunghezza della coda tra 35 e 53 mm, la lunghezza del piede tra 11 e 16 mm, la lunghezza delle orecchie tra 21 e 37 mm e un peso fino a 28,9 g.

### Caratteristiche craniche e dentarie
Il cranio ha una scatola cranica alta e liscia e un rostro grande, con due distinte creste laterali. La regione inter-orbitale è affossata. La bolla timpanica è grande. Gli incisivi superiori sono grandi e semplici. Quelli inferiori sono trifidi. I canini sono moderatamente grandi.
Sono caratterizzati dalla seguente formula dentaria:

### Aspetto
La pelliccia è lanosa. Le parti dorsali sono bruno-giallastre con la base dei peli più chiara, mentre le parti ventrali sono giallo-brunastre chiare. Il muso è troncato, termina con un disco carnoso sormontato da una cresta cutanea leggermente elevata che si estende lateralmente fino alle narici che si aprono frontalmente ed è ricoperto di piccole verruche, associate ai follicoli piliferi. Gli occhi sono piccoli Le orecchie sono grandi, triangolari e separate tra loro. Il trago è sottile, lanceolato, lungo la metà del padiglione auricolare e con il bordo posteriore dentellato. Le membrane alari sono grigiastre ed attaccate posteriormente alla base dell'alluce. I piedi sono moderatamente grandi. I metacarpi del terzo e quarto dito sono uguali. L'estremità della lunga coda si estende leggermente oltre l'ampio uropatagio. La sottospecie A.p.pacificus è la più grande. Il cariotipo è 2n=46 FN=50.

### Ecolocazione
Emette ultrasuoni a basso ciclo di lavoro, con impulsi di breve durata a banda larga e frequenza modulata iniziale a 70 kHz e finale a 25 kHz.

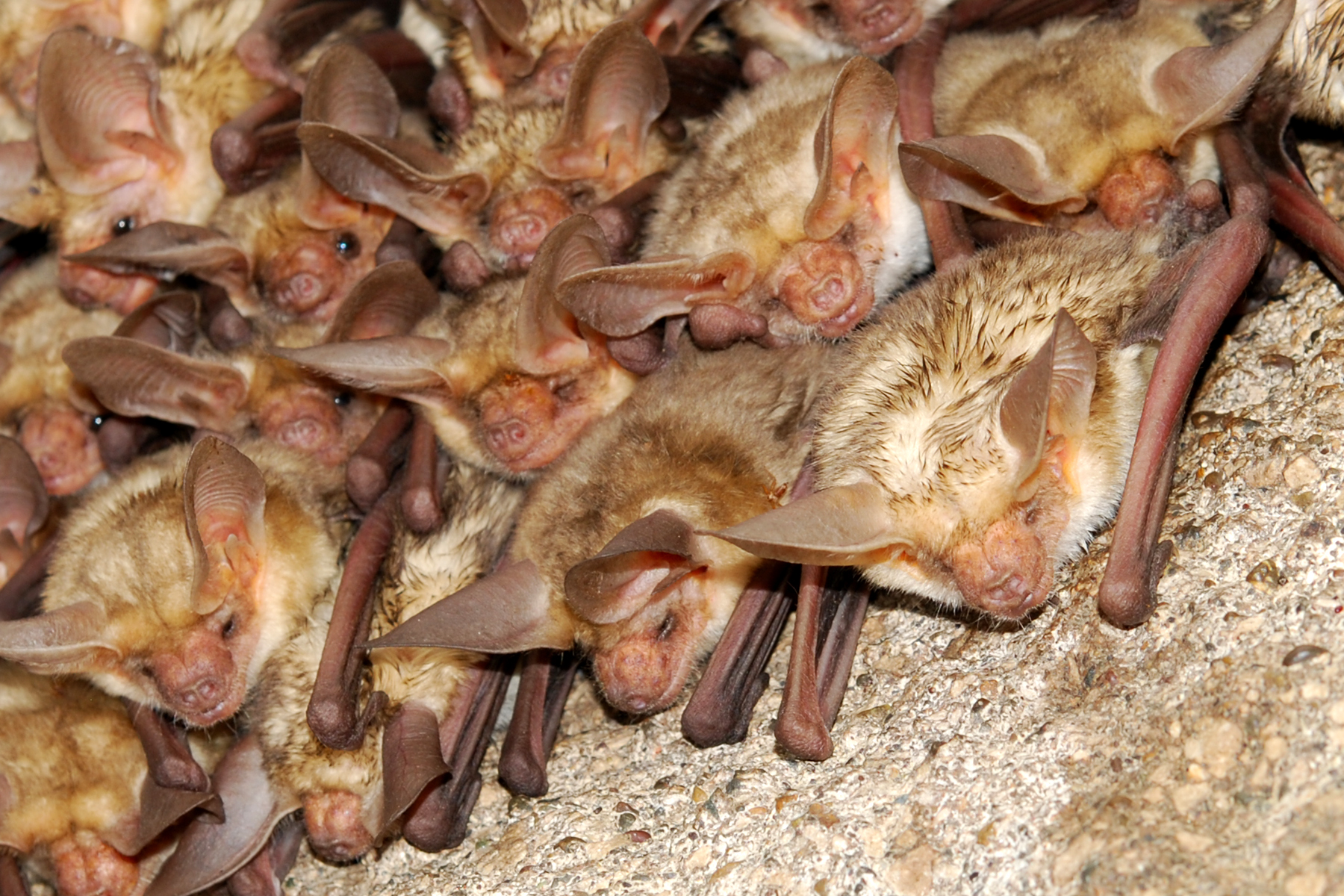
Colonia all'interno di una grotta nellArizona sud-orientale

## Biologia

### Comportamento
Si rifugia nei crepacci, vecchi edifici, ponti, grotte, miniere e cavità degli alberi in colonie di 30-70 individui, raramente di diverse centinaia di esemplari. Forma vivai in primavera, tra marzo e maggio, i quali persistono fino ad ottobre, mentre i maschi tendono ad essere solitari. Non tollera ricoveri con temperature superiori ai 40 °C. Sono stati registrate 5 diverse vocalizzazioni, una intimidatoria, una utilizzata durante i litigi, una strettamente utilizzata per segnalare la presenza agli altri individui della stessa specie durante il volo, una di soddisfazione e una lamentosa.

### Alimentazione
Si nutre di artropodi, in particolare di scorpioni, Gryllacrididae, Solpugidae, Tenebrionidae, Scarabaeidae, Carabidae, Silphidae, Acrididae, Cicadidae, Tettigoniidae, Mantidae, Cerambycidae e Sphingidae. Talvolta può mangiare anche lucertole. Cattura le prede direttamente al suolo oppure in volo a circa 3-6 metri dal suolo.

### Riproduzione
Danno alla luce uno o due piccoli nella prima estate, dopo aver trattenuto lo sperma durante l'inverno e iniziato l'ovulazione a primavera. Gli accoppiamenti avvengono in inverno.  I nascituri sono dipendenti per le prime 6 settimane e vengono svezzati dopo 6-8 settimane.

## Distribuzione e habitat
Questa specie è diffusa nel Nord America occidentale, dalla Columbia Britannica sud-orientale, attraverso gli stati americani dell'Ovest, fino al Messico centrale e sull'isola di Cuba.
Vive nelle aree desertiche, in foreste di conifere, boschi, terreni arbustivi, canyon e fattorie fino a 1.830 metri di altitudine. In California è stato osservato in querceti e foreste di sequoia fino a 2.100 metri.

## Tassonomia
Sono state riconosciute 7 sottospecie:
- A.p.pallidus: Texas occidentale, Arizona, Nuovo Messico; Colorado, Utah, Nevada e California centrale e orientale;
- A.p.bunkeri (Hibbard, 1934): Stati del Kansas ed Oklahoma occidentali;
- A.p.koopmani (Orr & Silva-Taboada, 1960): Cuba;
- A.p.minor (Miller, 1902): Baja California e California meridionale;
- A.p.obscurus (Baker, 1967): stato messicano del Tamaulipas;
- A.p.pacificus (Merriam, 1897): coste della California, Oregon, Washington, Idaho e Columbia Britannica sud-orientale;
- A.p.packardi (Martin & Schmidly, 1982): Messico settentrionale e centrale.

## Conservazione
La IUCN Red List, considerato il vasto areale, la popolazione numerosa e la presenza in diverse aree protette, classifica A.pallidus come specie a rischio minimo (Least Concern)).